# SoulStar
SoulStar est un jeu vidéo de type shoot them up en pseudo 3D sorti en 1994 sur Mega-CD. Le jeu a été développé et édité par Core Design. Des versions devaient sortir sur 32X et Jaguar CD, mais elles n'ont jamais vu le jour.